# Heidra
 (mars 2020).
Si vous disposez d'ouvrages ou d'articles de référence ou si vous connaissez des sites web de qualité traitant du thème abordé ici, merci de compléter l'article en donnant les références utiles à sa vérifiabilité et en les liant à la section « Notes et références ».
 (mars 2020).
Heidra est un groupe danois de black/death metal aux fortes influences folk et power metal. Originaire de Copenhague, leur style se caractérise par une composition entremêlant des éléments (voix, thèmes développés, structure) et des styles issus de différents univers. Ils peuvent à ce titre et par le côté mélodique mais sombre de leurs compositions être rapprochés du groupe Moonsorrow.

## Style musical et univers
Heidra s'inscrit dans un univers profondément folk et épique, notamment par de longs passages mélodiques et l'intervention de chœurs sur des thèmes issus de l'imaginaire médiéval fantastique. L'alternance de styles musicaux, avec le black/death metal et sa voix saturée forcée, le power metal et ses nappes de claviers, son tempo très rapide ou le folk metal développant ses thèmes fétiches du roi déchu trahi par un frère et exilé participent à la narration qui sous-tendent la composition des albums. Ces derniers, sont en effet à considérer comme des albums-concept racontant les aventures d'un roi trahi cherchant à reconquérir son trône.
L'ambiance générale des albums, par les styles naturellement sombres (death metal, folk metal) et l'objet de la narration (trahison, exil, guerre fratricide) ressort globalement obscure et dramatique, composantes de l'épisme. Néanmoins, certains passages plus enjoués, parfois profondément symphoniques ponctuent les chapitres en fonction des circonstances, faisant de la musique un support du récit.

## Membres

### Membres actuels
- Morten Bryld – chant, guitare (depuis 2006)
- Martin W. Jensen – guitare (depuis 2006)
- Carlos G.R. – guitare (depuis 2012)
- James Atkin - basse, chant (depuis 2018)
- Dennis Stockmarr - batterie (depuis 2014)

### Anciens membres
- Andreas Bigom - choeurs (2011)
- Mads Akre - guitare (2007)
- Kasper Kristensen - guitare (2009)
- Danny Svendsen - claviers (2007-?)
- Mickey Nesager - basse (2007-2011)
- Morten Kristiansen - basse (2010-?)
- Simon Christensen - batterie (2006-2008)
- Loke Bispbjerg - batterie (2009-2011)
- Søren Jensen - batterie (2012)
- Mikkel Køster - batterie (2013)